# Enklave
Eine Enklave (von französisch enclaver ‚umschließen‘) 

C ist eine Enklave umschlossen von A und eine Exklave von B.

ist ein vom eigenen Staatsgebiet eingeschlossener Teil eines fremden Staatsgebietes (Büsingen am Hochrhein) oder ein eingeschlossener fremder Staat (Lesotho, San Marino oder Vatikanstadt).
In übertragener Bedeutung spricht man auch von Enklaven, wenn sich in einem sonstigen geografischen Gebiet ein Einsprengsel eines anderen Gebietes befindet, etwa bei Verbreitungsgebieten von Tier- oder Pflanzenarten (zum Beispiel eine Nadelwaldenklave in einem großen Laubwald), Siedlungs- oder Sprachinseln, verschiedenen Konfessionsgebieten usw.

## Grenzfälle

### Gebiete am Wasser
Bei Gebieten, die am Meer oder an Binnenseen liegen, sprechen die meisten dann nicht von einer Enklave, wenn die Gebiete eine durchgehende Verbindung ihrer Hoheitsgewässer zur staatsfreien hohen See oder einem anderen Teil desselben Staates haben.
Eine echte Enklave am Wasser stellt dagegen Campione d’Italia dar, weil der Luganersee zwischen Campione und dem anderen italienischen Teil des Sees Schweizer Hoheitsgebiet ist.

### Inseln
Inseln werden grundsätzlich nicht als Enklaven angesehen. Ausnahmen sind seltene Fälle, in denen Inseln vollständig von Hoheitsgewässern eines anderen Staates umschlossen sind, wie zum Beispiel die argentinische Insel Martín García im uruguayischen Teil des Río de la Plata oder die zu Malawi gehörigen Inseln Likoma und Chizumulu im mosambikanischen Teil des Malawisees. Die vor Kanada liegenden französischen Inseln Saint-Pierre und Miquelon liegen zwar innerhalb der 12-Meilen-Zone, haben aber einen vertraglich zugestandenen Zugang zur offenen See und gelten daher (politisch) nicht als Enklaven.

### Funktionale Enklaven
Manche Gebiete haben zwar eine Landverbindung zum Rest des eigenen Staatsgebiets, können aber über das Gebiet eines anderen Staates besser erreicht werden. Das gilt für das österreichische Kleinwalsertal, dessen einzige Straßenverbindung ins deutsche Oberstdorf führt. Es ist zwar keine Enklave, weist aber viele ihrer Merkmale auf. Solche Gebiete werden gelegentlich Pene-Enklaven genannt (in Anlehnung an englisch Peninsula für „Halbinsel“).
Das Gebiet der österreichischen Gemeinde Jungholz grenzt allseitig an Deutschland und berührt das österreichische Hauptgebiet nur an einem Punkt, dem Gipfel des Sorgschrofen. Abgesehen vom Fehlen eines Verkehrsweges liegt hier schon wegen der nur punktförmigen Berührung eine funktionale Enklave vor.
Eine faktisch funktionale Enklave kann auch bestehen, wenn zwar eine Straßenverbindung besteht, die betreffende Ortschaft jedoch aufgrund geografischer Gegebenheiten ganz auf ein anderes Gebiet ausgerichtet ist. Ein Beispiel hierfür ist das niedersächsische Büscherheide im Eggetal, das postalisch, kirchlich, kulturell usw. faktisch in vielen Bereichen des täglichen Lebens ein Teil Nordrhein-Westfalens ist.

## Enklaven in anderen Gebietskörperschaften
Der Begriff der Enklave kann auch auf andere Gebiete als auf Staaten angewandt werden. So kann man die Schweiz – zusammen mit Liechtenstein – als Enklave in der Europäischen Union ansehen oder die Stadt Bremen (ohne ihre Exklave Stadtbremisches Überseehafengebiet Bremerhaven) als Enklave in Niedersachsen; das gilt aber nicht für das ganze Bundesland Freie Hansestadt Bremen.

D: Exklave, die keine Enklave ist

## Enklaven und Exklaven
Mit Ausnahme selbständiger Staaten sind alle Enklaven auch Exklaven. Wenn man andere Verwaltungsebenen betrachtet, gilt entsprechendes: Jede Enklave ist eine Exklave, es sei denn, sie stellt auf der betrachteten Ebene eine abgeschlossene Einheit dar. So ist Bremerhaven eine Exklave des Landes Bremen; das Land Berlin ist dagegen zwar eine Enklave in Brandenburg, aber keine Exklave. Dasselbe gilt auch in Österreich für das Land Wien, das vollständig von Niederösterreich umgeben wird.

## Enklaven zweiter und höherer Ordnung (Unterenklaven)
Enklaven können ihrerseits Unterenklaven enthalten.
Unter Beteiligung von zwei Ländern gibt es weltweit mehrere Enklaven zweiter Ordnung. Beispiele dafür finden sich bei
- Nahwa (Vereinigte Arabische Emirate / Oman)
- Baarle-Nassau und Baarle-Hertog (Niederlande / Belgien)

Bis zum indisch-bangladeschischen Grenzvertrag von 2015 gab es Unterenklaven auch im Grenzgebiet von Bangladesch und Indien bei Kuchlibari. Dort befanden sich mit 198 Enklaven 80 % aller Enklaven weltweit; 24 davon waren Enklaven zweiter Ordnung. Zusätzlich gab es eine Enklave dritter Ordnung: eine indische Enklave in einer bangladeschischen Enklave, die in einer indischen Enklave innerhalb von Bangladesch lag, siehe Dahala Khagrabari.
Denkbar sind auch Enklaven zweiter oder höherer Ordnung mit einer der Ordnungszahl entsprechenden Anzahl beteiligter verschiedener Länder, also z. B. Land C umschlossen von Land B, dieses wiederum umschlossen von Land A. Dieser Fall kommt derzeit jedoch nirgends auf der Welt vor.